# レジナルド・ケル
レジナルド・クリフォード・ケル（Reginald Clifford Kell, 1906年6月8日 - 1981年8月5日）は、イギリスのクラリネット奏者。
ヨークの生まれ。当初はヴァイオリンを学ぶが、クラリネットに転向し、ロンドン王立音楽院でハイドン・ドレーパーに師事。在学中からロイヤル・フィルハーモニック協会のオーケストラで首席奏者を務め、1932年に卒業してからは、ロンドン・フィルハーモニー管弦楽団に移籍し、1936年まで在任した。1939年にはアルトゥーロ・トスカニーニによってルツェルン音楽祭に招聘されている。その後、BBCサロン・オーケストラやリヴァプール・フィルハーモニー管弦楽団の首席奏者を務めたが、1948年にアメリカに渡ってアスペン音楽祭などに出演した。
教育者としては、1935年から1939年まで母校で教え、アメリカに渡ってからはベニー・グッドマンに私的にレッスンしたり、アスペン音楽祭のマスター・クラスでピーナッツ・ハッコーらを教えたりしていた。1958年には母校の教授としてイギリスに戻ったが、この頃には演奏活動から退いていた。1959年にはふたたびアメリカに渡り、ブージー・アンド・ホークスの器楽部門で1966年まで働いた後に隠居し、画家としていくらかの展覧会を開くなど悠々自適の余生を送った。
ケンタッキー州フランクフォートにて死去。